# Egerten (Kandern)

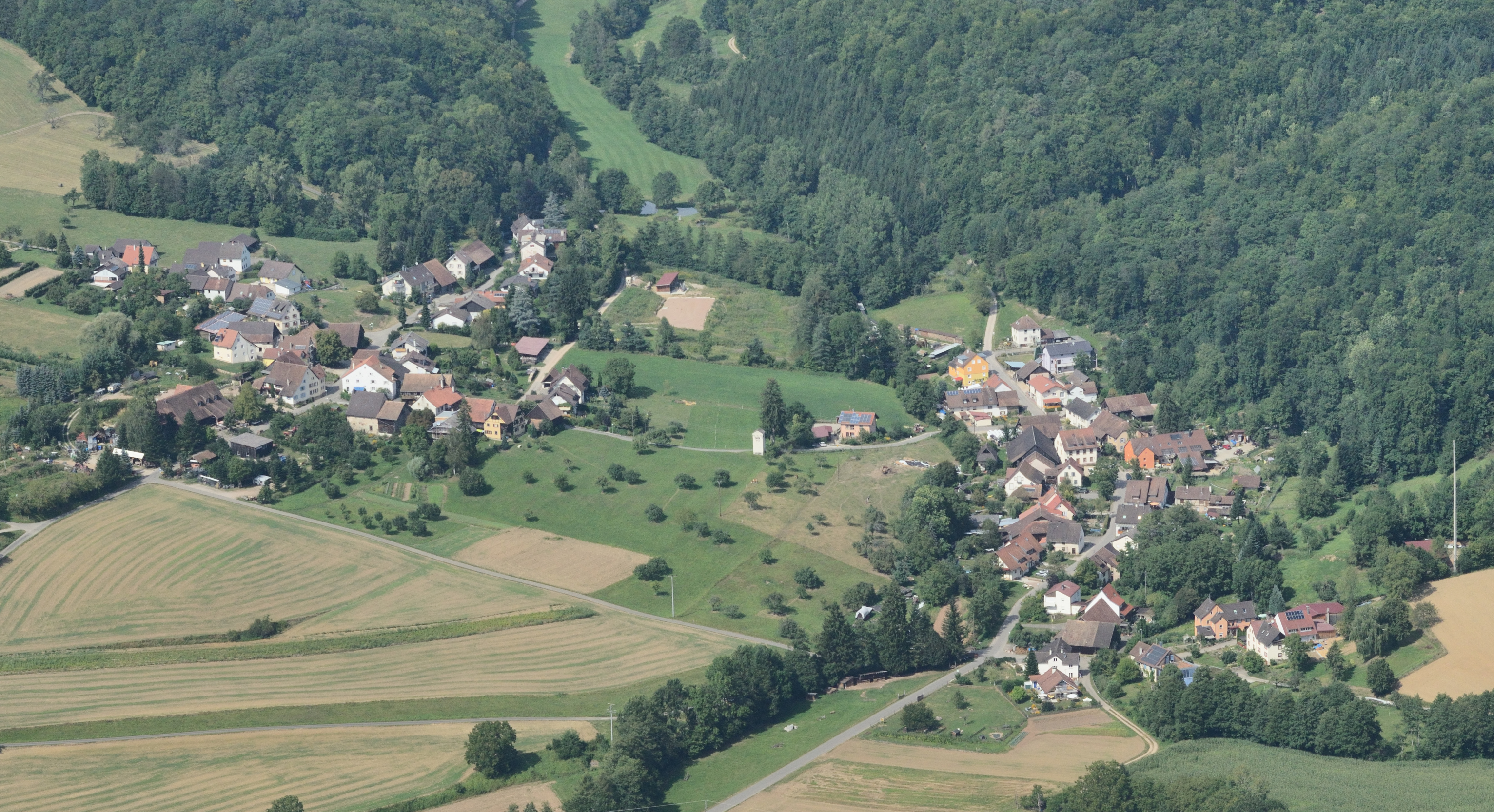
Egerten (links) und Nebenau (rechts)

Egerten ist ein Nebenort des Kanderner Ortsteils Wollbach im Landkreis Lörrach (Baden-Württemberg).
Der Ort liegt im Wollbachtal innerhalb des Naturparks Südschwarzwald, nordwestlich von Nebenau, und hat 52 Einwohner. Egerten befindet sich etwa 1,5 Kilometer von Wollbach und rund acht Kilometer von der Kernstadt Kanderns entfernt. Auf der Gemarkung von Egerten befand sich der abgegangene Ort Gryfenwiler (Greifenweiler). 
Im 13. Jahrhundert litt der Ort besonders unter dem Steuereintreiber von St. Blasien, doch dessen Pfändnerhaus wurde im 15. Jahrhundert verbrannt. Zu dieser Zeit wütete auch die Pest besonders in Egerten, der 22 Einwohner erlagen.
Der Schweizer Maler Max Böhlen lebte ab 1939 mit Unterbrechungen während des Zweiten Weltkriegs mit seiner Familie im von ihm erworbenen Jägerhaus in Egerten. Heute erinnert ein Museum in seinem ehemaligen Wohnhaus an Böhlen und seine Werke.
Mit der Eingliederung der Gemeinde Wollbach kam Egerten am 1. März 1974 zur Stadt Kandern.